# Sokhna Magat Diop
Sokhna Magat Diop (* um 1917; † 2003) war sechzig Jahre lang Kalifin eines Zweigs der Murīdīya-Bruderschaft in Thiès, Senegal. Sie hat deswegen in der Wissenschaft großes Aufsehen erregt, weil sie eine der wenigen Frauen ist, die eine religiöse Gemeinschaft des Islams angeführt haben.
Sokhna Magat Diop war die Tochter des charismatischen Murīdīya-Scheichs Abdulaye Yakhine Diop, der ab 1914 Oberhaupt der Gemeinschaft in Thiès war, und Tabara Cisse, die aus einer vornehmen Gelehrtenfamilie der Mandinka stammte. Sie erhielt eine religiöse Ausbildung und wurde in jungen Jahren mit Ibra Fall (1855–1930), einem wichtigen Führer der Muridiyya, verheiratet. Später heiratete sie Serigne Massamba M'backé, einen Bruder von Amadou Bamba.
Als ihr Vater Abdulaye, der als Mahdi und Gottesgesandter auftrat, 1943 starb, gab es unter seinen Anhängern zunächst einen Nachfolgestreit. Tabara Cisse, die einflussreiche erste Ehefrau Abdulayes, setzte jedoch nach einiger Zeit durch, dass Sokhna als Kalifin anerkannt wurde. Innerhalb ihrer Gemeinschaft nahm sie fast alle Aufgaben eines Kalifen wahr, doch führte sie nie das Gebet an. Dafür ernannte sie aber die Imame der Moscheen ihrer Gemeinschaft und arrangierte auch die Ehen ihrer Anhänger. Außerdem erteilte sie sowohl Männern als auch Frauen Koran-Unterricht.
Im Gegensatz zu ihrem Vater, der mehrfach versucht hatte, die Führung der Murīdīya zu erlangen, unterstellte sich Sokhna Magat Diop der Autorität der murīdischen General-Kalifen in Touba und wurde von diesen umgekehrt auch als Kalifin anerkannt. Zusammen mit ihren Anhängern in Thiès, Dakar, Mboro und der Banjul-Region in Gambia brachte sie in den 1940er Jahren auch große Beträge für den Bau der großen Mosche von Touba auf. In Touba selbst, wo jedes Jahr das magal-Fest stattfindet, hatte sie einen zweiten Wohnsitz.
Von ihren Anhänger wurde Sokhna als Walī („Gottesfreund“) und Trägerin von Baraka verehrt, außerdem schrieb man ihr zu, das Verborgene zu kennen. Besonders während der Perioden des Rückzugs (ḫalwa) in ihrer Zawiya in Thiès, in den sie betete, die Qasīden von Amadu Bamba und das Furqān-Buch ihres Vaters rezitierte, soll sie ihre spirituellen Fähigkeiten entfaltet haben.
Als Sokhna Magat Diop starb, ging die Führung der Yakhine-Gemeinschaft auf zwei andere Frauen über, ihre jüngere Schwester Sokhna Seybata Aïdara und ihre älteste Tochter Sokhna Bintou Massamba Mbacké.

## Belege
1. ↑  Vgl. Coulon/Reveyrand: L' Islam au féminin. 1990, S. 12.
2. ↑  Vgl. Coulon/Reveyrand: L' Islam au féminin. 1990, S. 14.
3. ↑  Vgl. Coulon/Reveyrand: L' Islam au féminin. 1990, S. 16.

| Personendaten    | Personendaten                                                                    |
| ---------------- | -------------------------------------------------------------------------------- |
| NAME             | Diop, Sokhna Magat                                                               |
| KURZBESCHREIBUNG | senegalesische Kalifin eines Zweigs der Muridiyya-Bruderschaft in Thiès, Senegal |
| GEBURTSDATUM     | um 1917                                                                          |
| STERBEDATUM      | 2003                                                                             |